# 삼백초
삼백초(三白草, Saururus chinensis, Asian lizard's tail)는 물가에서 자라는 여러해살이풀로서 독특한 냄새를 가지고 있다. 키는 50-100cm이며 근경은 흰색이다. 뿌리줄기는 굵고 가로로 기며, 잎은 심장 모양이나 달걀꼴 심장 모양인데, 꽃차례에 붙은 잎 표면의 하반부는 색깔이 희다. 여러 개의 이삭 모양인 흰꽃이 피며, 6-7개의 수술이 있다. 암술은 3-5개의 이생 심피로 이루어져 있다. 대한민국 멸종위기 야생생물 Ⅱ급으로 지정되어 있다.